# Клиничка физиологија
Клиничка физиологија је академска дисциплина у оквиру медицинских наука и клиничка медицинска специјалност за лекаре у здравственим системима Шведске, Данске, Португала и Финске. Клиничка физиологија се карактерише као грана физиологије која користи функционални приступ за разумевање патофизиологије болести.

## Преглед
Као специјалност за лекаре, клиничка физиологија је дијагностичка грана медицине у којој се пацијенти подвргавају специјализованим тестовима за процену функција срца, крвних судова, плућа, бубрега, гастроинтестиналног тракта и других органа. Методе тестирања укључују процену електричне активности (нпр. електрокардиограм срца), крвног притиска (нпр. брахијални индекс глежња) и протока ваздуха (нпр. спирометријско испитивање плућних функција).
Поред тога, клинички физиолози мере покрете, брзине и метаболичке процесе помоћу техника снимања као што су ултразвук, ехокардиографија, магнетна резонанца, компјутеризована томографија и нуклеарна медицина.

## Историја
Поље клиничке физиологије првобитно је основао професор Торгни Шестранд у Шведској, а данас се наставља развијати у болницама и академским окружењима широм света. Шестранд је први успоставио одељења за клиничку физиологију одвојена од одељења за општу физиологију, током свог рада у болници Каролинска у Стокхолму. Поред Шјостранда, једно од значајних имена у области клиничке физиологије био је и П. К. Анохин. Анохин је значајно допринео развоју физиологије, марљиво радећи на примени својих теорија функционалних система како би решио медицинске мистерије код својих пацијената. Нилс-Холгер Ареског је изградио клиничку физиологију у Линкћепингу и на крају постао централна личност у формирању Универзитета здравствених наука.
У Шведској је клиничка физиологија првобитно била самостална дисциплина, али је између 2008. и 2015. године сврстана као поддисциплина радиологије. Због тога су они који су желели да се баве клиничком физиологијом прво морали да стекну звање регистрованог и сертификованог радиолога, пре него што би постали клинички физиолози. Од 2015. године, клиничка физиологија поново је независна дисциплина, одвојена од радиологије.

## Улога
Људска физиологија је наука о проучавању функција организма. Клиничко-физиолошки прегледи углавном се фокусирају на процену тих функција, за разлику од процене структура и анатомије. Ова специјалност обухвата развој нових физиолошких тестова за медицинску дијагностику. Коришћење опреме за мерење, праћење и евидентирање пацијената показало се веома корисним у многим болницама. Поред тога, ови тестови помажу лекарима да правилно дијагностикују пацијенте. Поједина одељења клиничке физиологије обављају тестове из сродних медицинских дисциплина, укључујући нуклеарну медицину, клиничку неурофизиологију и радиологију. У здравственим системима земаља које немају ову специјалност, тестове које изводи клиничка физиологија често спроводе специјалисти интерне медицине, попут кардиолога, пулмолога, нефролога и других.
У Аустралији, Уједињеном Краљевству и многим другим земљама Комонвелта и Европе, клиничка физиологија није медицинска специјалност за лекаре. Она је посебна немедицинска здравствена професија, научници,, физиолози или технолози који могу радити као кардиолошки научници, васкуларни научници, респираторни научници, специјалисте за спавање или као практичари офталмолошке науке (Уједињено Краљевство). Ови професионалци такође помажу у дијагностици болести и управљању пацијентима, при чему се посебна пажња посвећује разумевању физиолошких и патофизиолошких процеса. Дисциплине у оквиру клиничке физиологије укључују аудиологе, кардиолошке физиологе, гастроинтестиналне физиологе, неурофизиологе, респираторне физиологе и физиологе за поремећаје спавања.